# Grand Prix automobile de Mosport 2023
Navigation
Édition précédente Édition suivante
La 41e édition du Grand Prix de Mosport 2023 (officiellement appelé le 2023 Chevrolet Grand Prix) a été une course de voitures de sport organisée sur le Canadian Tire Motorsport Park en Ontario, au Canada, qui s'est déroulée du 7 juillet 2023 au 9 juillet 2023. Il s'agissait de la sixième manche du championnat WeatherTech SportsCar Championship 2023 et les voitures de catégories Grand Tourisme Prototype (GTP), Le Mans Prototype 3 (LMP3), Grand Tourisme Daytona Pro (GTD Pro) et Grand Tourisme Daytona (GTD) ont participé à la course

## Circuit
Le Canadian Tire Motorsport Park, plus connu sous le nom de Mosport est un circuit automobile situé au nord de Bowmanville en Ontario (Canada). Le complexe comprend un circuit routier de 3,96 km, une piste ovale asphaltée d'un demi mille (0,8 km) pour les courses de stock-car (le Mosport Speedway), et un circuit de karting de 1,4 km (le Mosport International Karting).
Le nom « Mosport » est la contraction de « motor » et « sport ».
En 2012, à la suite d'une entente de partenariat avec Canadian Tire, le complexe est rebaptisé « Canadian Tire Motorsport Park ».

## Course

### Classement de la course
Voici le classement officiel au terme de la course.
- Les vainqueurs de chaque catégorie sont signalés par un fond jauni.

| Pos | Classe  | no | Écurie                                      | Pilotes                                 | Châssis                                 | Tours | Temps               |
| --- | ------- | -- | ------------------------------------------- | --------------------------------------- | --------------------------------------- | ----- | ------------------- |
| Pos | Classe  | no | Écurie                                      | Pilotes                                 | Moteur                                  | Tours | Temps               |
| 1   | GTP     | 60 | Meyer Shank Racing avec Curb-Agajanian      | Tom Blomqvist Colin Braun               | Acura ARX-06                            | 120   | 2 h 41 min 01 s 603 |
| 1   | GTP     | 60 | Meyer Shank Racing avec Curb-Agajanian      | Tom Blomqvist Colin Braun               | Acura AR24e 2,4 L V6 Turbo              | 120   | 2 h 41 min 01 s 603 |
| 2   | GTP     | 10 | Konica Minolta Acura ARX-06                 | Filipe Albuquerque Ricky Taylor         | Acura ARX-06                            | 120   | + 9 s 157           |
| 2   | GTP     | 10 | Konica Minolta Acura ARX-06                 | Filipe Albuquerque Ricky Taylor         | Acura AR24e 2,4 L V6 Turbo              | 120   | + 9 s 157           |
| 3   | GTP     | 25 | BMW M Team RLL                              | Connor De Phillippi Nick Yelloly        | BMW M Hybrid V8                         | 120   | + 18 s 565          |
| 3   | GTP     | 25 | BMW M Team RLL                              | Connor De Phillippi Nick Yelloly        | BMW P66/3 4,0 L V8 Turbo                | 120   | + 18 s 565          |
| 4   | GTP     | 5  | JDC Miller Motorsports                      | Mike Rockenfeller Tijmen van der Helm   | Porsche 963                             | 120   | + 19 s 531          |
| 4   | GTP     | 5  | JDC Miller Motorsports                      | Mike Rockenfeller Tijmen van der Helm   | Porsche 9RD 4,6 L V8 Turbo              | 120   | + 19 s 531          |
| 5   | GTP     | 6  | Porsche Penske Motorsports                  | Mathieu Jaminet Nick Tandy              | Porsche 963                             | 120   | + 20 s 640          |
| 5   | GTP     | 6  | Porsche Penske Motorsports                  | Mathieu Jaminet Nick Tandy              | Porsche 9RD 4,6 L V8 Turbo              | 120   | + 20 s 640          |
| 6   | GTP     | 7  | Porsche Penske Motorsports                  | Matt Campbell Felipe Nasr               | Porsche 963                             | 120   | + 22 s 402          |
| 6   | GTP     | 7  | Porsche Penske Motorsports                  | Matt Campbell Felipe Nasr               | Porsche 9RD 4,6 L V8 Turbo              | 120   | + 22 s 402          |
| 7   | GTP     | 31 | Whelen Engineering Racing                   | Pipo Derani Alexander Sims              | Cadillac V-Series.R                     | 120   | + 23 s 883          |
| 7   | GTP     | 31 | Whelen Engineering Racing                   | Pipo Derani Alexander Sims              | Cadillac LMC55R 5,5 L V8 Atmo           | 120   | + 23 s 883          |
| 8   | GTP     | 24 | BMW M Team RLL                              | Philipp Eng Augusto Farfus              | BMW M Hybrid V8                         | 120   | + 54 s 373          |
| 8   | GTP     | 24 | BMW M Team RLL                              | Philipp Eng Augusto Farfus              | BMW P66/3 4,0 L V8 Turbo                | 120   | + 54 s 373          |
| 9   | GTP     | 01 | Cadillac Racing                             | Sébastien Bourdais Renger van der Zande | Cadillac V-Series.R                     | 117   | Crash               |
| 9   | GTP     | 01 | Cadillac Racing                             | Sébastien Bourdais Renger van der Zande | Cadillac LMC55R 5,5 L V8 Atmo           | 117   | Crash               |
| 10  | LMP3    | 74 | Riley                                       | Felipe Fraga Gar Robinson               | Ligier JS P320                          | 113   | +7 tours            |
| 10  | LMP3    | 74 | Riley                                       | Felipe Fraga Gar Robinson               | Nissan VK56DE 5,6 L V8 Atmo             | 113   | +7 tours            |
| 11  | LMP3    | 30 | Jr III Racing                               | Ari Balogh Garett Grist                 | Ligier JS P320                          | 113   | +7 tours            |
| 11  | LMP3    | 30 | Jr III Racing                               | Ari Balogh Garett Grist                 | Nissan VK56DE 5,6 L V8 Atmo             | 113   | +7 tours            |
| 12  | LMP3    | 17 | AWA                                         | Wayne Boyd Anthony Mantella             | Duqueine D08                            | 113   | +7 tours            |
| 12  | LMP3    | 17 | AWA                                         | Wayne Boyd Anthony Mantella             | Nissan VK56DE 5,6 L V8 Atmo             | 113   | +7 tours            |
| 13  | LMP3    | 13 | AWA                                         | Matt Bell Orey Fidani                   | Duqueine D08                            | 113   | +7 tours            |
| 13  | LMP3    | 13 | AWA                                         | Matt Bell Orey Fidani                   | Nissan VK56DE 5,6 L V8 Atmo             | 113   | +7 tours            |
| 14  | LMP3    | 33 | Sean Creech Motorsport                      | João Barbosa Lance Willsey              | Ligier JS P320                          | 113   | +7 tours            |
| 14  | LMP3    | 33 | Sean Creech Motorsport                      | João Barbosa Lance Willsey              | Nissan VK56DE 5,6 L V8 Atmo             | 113   | +7 tours            |
| 15  | GTD Pro | 3  | Corvette Racing                             | Antonio García Jordan Taylor            | Chevrolet Corvette C8.R GTD             | 111   | + 9 tours           |
| 15  | GTD Pro | 3  | Corvette Racing                             | Antonio García Jordan Taylor            | Chevrolet 5,5 L V8 Atmo                 | 111   | + 9 tours           |
| 16  | GTD Pro | 9  | Pfaff Motorsports                           | Klaus Bachler Patrick Pilet             | Porsche 911 GT3 R                       | 111   | + 9 tours           |
| 16  | GTD Pro | 9  | Pfaff Motorsports                           | Klaus Bachler Patrick Pilet             | Porsche 4,2 L Flat Six Atmo             | 111   | + 9 tours           |
| 17  | GTD     | 1  | Paul Miller Racing                          | Bryan Sellers Madison Snow              | BMW M4 GT3                              | 111   | + 9 tours           |
| 17  | GTD     | 1  | Paul Miller Racing                          | Bryan Sellers Madison Snow              | BMW S58B30T0 3,0 L i6 M TwinPower Turbo | 111   | + 9 tours           |
| 18  | GTD     | 70 | Inception Racing                            | Brendan Iribe Frederik Schandorff       | McLaren 720S GT3 Evo                    | 111   | + 9 tours           |
| 18  | GTD     | 70 | Inception Racing                            | Brendan Iribe Frederik Schandorff       | McLaren M840T 4,0 l V8 Bi-Turbo         | 111   | + 9 tours           |
| 19  | GTD Pro | 79 | WeatherTech Racing                          | Jules Gounon Daniel Juncadella          | Mercedes-AMG GT3 Evo                    | 111   | + 9 tours           |
| 19  | GTD Pro | 79 | WeatherTech Racing                          | Jules Gounon Daniel Juncadella          | Mercedes-Benz M159 6,2 L V8 Atmo        | 111   | + 9 tours           |
| 20  | GTD     | 32 | Team Korthoff Motorsports                   | Mikaël Grenier Mike Skeen (en)          | Mercedes-AMG GT3 Evo                    | 111   | + 9 tours           |
| 20  | GTD     | 32 | Team Korthoff Motorsports                   | Mikaël Grenier Mike Skeen (en)          | Mercedes-Benz M159 6,2 L V8 Atmo        | 111   | + 9 tours           |
| 21  | GTD     | 27 | Heart of Racing Team                        | Roman De Angelis (en) Marco Sørensen    | Aston Martin Vantage AMR GT3            | 111   | + 9 tours           |
| 21  | GTD     | 27 | Heart of Racing Team                        | Roman De Angelis (en) Marco Sørensen    | Aston Martin 4,0 L V8 Turbo             | 111   | + 9 tours           |
| 22  | GTD     | 97 | Turner Motorsport                           | Bill Auberlen Chandler Hull             | BMW M4 GT3                              | 110   | + 10 tours          |
| 22  | GTD     | 97 | Turner Motorsport                           | Bill Auberlen Chandler Hull             | BMW S58B30T0 3,0 L i6 M TwinPower Turbo | 110   | + 10 tours          |
| 23  | GTD     | 12 | Vasser Sullivan                             | Frankie Montecalvo Aaron Telitz         | Lexus RC F GT3                          | 110   | + 10 tours          |
| 23  | GTD     | 12 | Vasser Sullivan                             | Frankie Montecalvo Aaron Telitz         | Toyota 2UR 5,0 L V8 Atmo                | 110   | + 10 tours          |
| 24  | GTD     | 77 | Wright Motorsports                          | Alan Brynjolfsson Trent Hindman         | Porsche 911 GT3 R                       | 110   | + 10 tours          |
| 24  | GTD     | 77 | Wright Motorsports                          | Alan Brynjolfsson Trent Hindman         | Porsche 4,2 L Flat Six Atmo             | 110   | + 10 tours          |
| 25  | GTD     | 80 | AO Racing Team                              | P.J. Hyett (en) Sebastian Priaulx (en)  | Porsche 911 GT3 R                       | 110   | + 10 tours          |
| 25  | GTD     | 80 | AO Racing Team                              | P.J. Hyett (en) Sebastian Priaulx (en)  | Porsche 4,2 L Flat Six Atmo             | 110   | + 10 tours          |
| 26  | GTD     | 91 | Kellymoss avec Riley                        | Kay van Berlo Alan Metni (en)           | Porsche 911 GT3 R                       | 110   | + 10 tours          |
| 26  | GTD     | 91 | Kellymoss avec Riley                        | Kay van Berlo Alan Metni (en)           | Porsche 4,2 L Flat Six Atmo             | 110   | + 10 tours          |
| 27  | LMP3    | 4  | Ave Motorsports                             | Antoine Comeau George Staikos           | Ligier JS P320                          | 110   | + 10 tours          |
| 27  | LMP3    | 4  | Ave Motorsports                             | Antoine Comeau George Staikos           | Nissan VK56DE 5,6 L V8 Atmo             | 110   | + 10 tours          |
| 28  | GTD     | 57 | Winward Racing                              | Russell Ward (en) Philip Ellis          | Mercedes-AMG GT3 Evo                    | 110   | + 10 tours          |
| 28  | GTD     | 57 | Winward Racing                              | Russell Ward (en) Philip Ellis          | Mercedes-Benz M159 6,2 L V8 Atmo        | 110   | + 10 tours          |
| 29  | GTD     | 66 | Gradient Racing                             | Katherine Legge Sheena Monk             | Acura NSX GT3 Evo22                     | 103   | + 17 tours          |
| 29  | GTD     | 66 | Gradient Racing                             | Katherine Legge Sheena Monk             | Acura 3,5 L V6 Turbo                    | 103   | + 17 tours          |
| 30  | GTD     | 92 | Kellymoss avec Riley                        | David Brule Alec Udell (en)             | Porsche 911 GT3 R                       | 103   | + 17 tours          |
| 30  | GTD     | 92 | Kellymoss avec Riley                        | David Brule Alec Udell (en)             | Porsche 4,2 L Flat Six Atmo             | 103   | + 17 tours          |
| 31  | GTD Pro | 14 | Vasser Sullivan                             | Ben Barnicoat Jack Hawksworth           | Lexus RC F GT3                          | 89    | + 31 tours          |
| 31  | GTD Pro | 14 | Vasser Sullivan                             | Ben Barnicoat Jack Hawksworth           | Toyota 2UR 5,0 L V8 Atmo                | 89    | + 31 tours          |
| 32  | GTD     | 96 | Turner Motorsport                           | Robby Foley Patrick Gallagher (en)      | BMW M4 GT3                              | 86    | Collision           |
| 32  | GTD     | 96 | Turner Motorsport                           | Robby Foley Patrick Gallagher (en)      | BMW S58B30T0 3,0 L i6 M TwinPower Turbo | 86    | Collision           |
| 33  | GTD     | 78 | Forte Racing Powered by US RaceTronics (en) | Misha Goikhberg Loris Spinelli (pl)     | Lamborghini Huracán GT3 Evo 2           | 82    | + 38 tours          |
| 33  | GTD     | 78 | Forte Racing Powered by US RaceTronics (en) | Misha Goikhberg Loris Spinelli (pl)     | Lamborghini 5,2 L V10 Atmo              | 82    | + 38 tours          |
| 34  | GTD Pro | 23 | Heart of Racing Team                        | Ross Gunn (en) Alex Riberas             | Aston Martin Vantage AMR GT3            | 58    | Accident            |
| 34  | GTD Pro | 23 | Heart of Racing Team                        | Ross Gunn (en) Alex Riberas             | Aston Martin 4,0 L V8 Turbo             | 58    | Accident            |

## Pole position et record du tour
- Pole position :  Tom Blomqvist (#60 Meyer Shank Racing avec Curb-Agajanian) en 1 min 05 s 653
- Meilleur tour en course :  Alexander Sims (#31 Whelen Engineering Racing Cadillac V-LMDh) en 1 min 07 s 422

## Tours en tête
- no 60 Acura ARX-06 - Meyer Shank Racing :  96 tours (1-46 / 55-68 / 85-120)[2]
- no 31 Cadillac V-Series.R - Whelen Engineering Racing Cadillac V-LMDh :  3 tours (47-48 / 84)
- no 7 Porsche 963 - Porsche Team Penske :  3 tours (49-51)
- no 25 BMW M Hybrid V8 - BMW M Team RLL :  3 tours (52-54)
- no 10 Acura ARX-06 - Konica Minolta Acura ARX-06 :  15 tours (69-83)

## À noter
- Longueur du circuit : 2,459 miles
- Distance parcourue par les vainqueurs : 295,08 miles